# Sigismond Lacroix
Pour les articles homonymes, voir Lacroix.
Zygmunt Krzyżanowski, dit Sigismond Lacroix, né le 26 mai 1845 à Varsovie et mort le 4 décembre 1909 à Neuilly-sur-Marne, est un homme politique français.

## Biographie
Fils d'un réfugié polonais, il entre comme auxiliaire administratif à la mairie du 11e arrondissement de Paris en 1866. Naturalisé français après 1871, il collabore au journal Le Radical de Jules Mottu, qu'il tente de relancer en 1877.
Conseiller municipal de Paris pour le quartier de la Salpêtrière, en 1874, il assume la présidence de cette assemblée en 1881. Membre de la 4e commission, dite de l'Enseignement, inscrit au groupe de l'autonomie communale, dont il était l’un des partisans les plus ardents et les plus convaincus, son rapport sur la création de lycées de jeunes filles, a abouti à la réalisation de ce qui constituait alors un simple projet.
Il dirigeait, de concert avec son fidèle compagnon de jeunesse Yves Guyot, les Droits de l’homme et le Radical de 1877. De 1881 à 1906, il est l'un des principaux collaborateurs du Radical d'Henry Maret.
Candidat à la députation contre Léon Gambetta, en 1881 dans le 20e arrondissement de Paris, il échoue, avant de subir un nouvel insuccès, l'année suivante, à Béziers, dans l'Aude. À nouveau candidat, après la mort de Gambetta, toujours dans le 20e arrondissement, il est enfin élu député de la Seine de 1883 à 1889, et siège à l'extrême gauche. Il propose alors et soutient avec la plus grande énergie, la création d’une mairie centrale pour Paris, avec son autonomie la plus complète. Réélu en 1885, au scrutin de liste, il échoue à nouveau en 1889 et quitte définitivement le Parlement.
Il se consacre alors à la publication de documents historiques sur Paris pendant la Révolution. Muni de fortes études juridiques, disciple préféré d’Émile Acollas, il s'était de bonne heure senti attiré par les recherches historiques. Il avait le gout le plus vif pour les larges synthèses et pour les déductions hardies. Peu à peu, entrainé vers les questions administratives et municipales, vers les problèmes de la politique, il avait toujours conservé une préférence secrète pour les considérations de droit et les aperçus théoriques. Les sept volumes composant la première série de cette publication, allant du 8 octobre 1789 au 10 aout 1792, ont été publiés sous le patronage du Conseil municipal. Il est mort alors qu'il écrivait le septième volume de la deuxième série allant du 10 aout 1792 au 9 thermidor. À sa mort, Sigismond Lacroix, qui n’avait obtenu un emploi, d’ailleurs assez modeste, que dans sa vieillesse, avait été nommé, le 1er janvier 1906, directeur de l’asile d’aliénés de La Ville-Évrard. Il a légué son cerveau à la Société d'anatomie.

## Publications
- avec Yves Guyot, Histoire des prolétaires, Paris, E. Weil, 1874, 800 p., in-4º (lire en ligne sur Gallica).
- Actes de la Commune de Paris pendant la Révolution, Paris, L. Cerf ainé ; Charles Noblet, 19 vol. ; in-8º (lire en ligne).
- Mémento de droit civil pour la préparation aux examens, Paris, A. Marescq ainé, iv-373, 506, 487, 3 vol. in-16 (lire en ligne)

## Sources
- « Sigismond Lacroix », dans Adolphe Robert et Gaston Cougny, Dictionnaire des parlementaires français, Edgar Bourloton, 1889-1891 [détail de l’édition]
- « Sigismond Lacroix », dans le Dictionnaire des parlementaires français (1889-1940), sous la direction de Jean Jolly, PUF, 1960 [détail de l’édition]